# Schrott nach 8
Schrott nach 8 war eine deutsche Band. Sie wurde Anfang der 1980er Jahre in München von Walter Fricke und Karl Blass (gest. 2007) gegründet. Den Namen erhielt sie nach der Hörfunksendung Pop nach acht, die zu dieser Zeit im Programm des Bayerischen Rundfunks ausgestrahlt wurde.
Bundesweit bekannt wurde die Band Anfang 1984 mit der von Anthony Monn produzierten Single Zuppa Romana. Zur Musik im Stil populärer italienischer Lieder sangen Schrott nach 8 beliebig aneinander gereihte Begriffe von einer italienischen Speisekarte. Die Single stieg im Februar 1984 bis auf Platz 27 der deutschen Verkaufscharts, und die Musiker wurden unter
anderem in die ZDF-Hitparade, Vorsicht, Musik! und die Aktuelle Schaubude eingeladen. Insgesamt waren sie in über 30 Fernsehsendungen zu Gast. Es wurden von Zuppa Romana knapp 3,5 Millionen Singles verkauft, auf der B-Seite befand sich Das Elefantenlied.
Walter Fricke stieg ein Jahr nach dem Erfolg aus. Obwohl die Band mehr als zehn Jahre bestand, blieb Zuppa Romana der einzige kommerzielle Erfolg.

## Mitglieder (Erstbesetzung)
- Karl „Charly Bianco“ Blass (Gitarre, Gesang) († am 1. April 2007)
- Johannes „Henkell Trocken“ Henkel (Gitarre, Gesang)
- Maximilian „Maxwell Smart das Chamäleon“ Geissler (Gesang)
- Joachim „Achim“ Bauer (Gitarre)  († am 8. Oktober 2019)
- Leo (Bass)
- Walter „Das Tier“ Fricke (Schlagzeug)

## Mitglieder (Später)
- Manfred „Fred’l“ Zizler (Percussion)
- Winfried Thomaschewski (Lead-Gitarre) (später „Winnie Thoma“ bei Highlig Musikkapelle[3])
- Florian „Floh“ Ruppert (Bass)
- Rudi Gast (Gitarre)
- Walter J. W. Schmid (Bass) (später bei Highlig Musikkapelle[4])

## Diskografie

### Alben
- 1994: Anus Mundi (Virgin, 724383991822)

### Singles
- 1983: Zuppa Romana (Ariola, 105817-100)
- 1985: Ringo Dingo (Ariola, 107093-100)
- 1988: Süsse Küsse (Titan, 577/0121-7)
- 1994: Wos geht des mi o (3 Track Single-CD)
- 1994: Verbring die Nacht mit mir (3 Track Single-CD)

## Rezeption
1983, ein Jahr nach der Veröffentlichung von Zuppa Romana, veröffentlichte der italienische Schauspieler Lino Toffolo mit Pasta e fagioli eine italienische Version des Liedes, die das Verhalten von Deutschen im Urlaub parodiert.
Im Jahr 2009 veröffentlichte der Comedian Matze Knop eine Coverversion von Zuppa Romana mit dem Titel (Luca sei per me) Numero uno. Der humoristische Text stellt eine Hommage an Luca Toni dar. Der Song konnte sich über neun Wochen in den deutschen Charts halten und erreichte Platz 34 als Peak-Position. Auf YouTube existiert ein inoffizielles Musikvideo mit über 10 Millionen Aufrufen.